# Bolitoglossa striatula
Bolitoglossa striatula is een salamander uit de familie longloze salamanders (Plethodontidae). De soort werd voor het eerst wetenschappelijk beschreven door Gladwyn Kingsley Noble in 1918. Oorspronkelijk werd de wetenschappelijke naam Oedipus striatulus gebruikt.

## Verspreiding en habitat
De salamander komt voor in delen van Midden-Amerika. Het verspreidingsgebied van Bolitoglossa striatula loopt in de Caribische laaglanden van Midden-Amerika van noordoostelijk Honduras via Nicaragua tot het zuidoosten van Costa Rica. Daarnaast komt de soort voor aan de Pacifische zijde van Costa Rica in bergpassen tussen vulkanen in Guanacaste. Laaglandregenwouden en bergbossen van zeeniveau tot op 1050 meter boven zeeniveau vormen het leefgebied van deze salamander. Bolitoglossa striatula heeft een lichaamslengte tot 140 mm.